# Brussels Beer Challenge
Brussels Beer Challenge – międzynarodowy konkurs piw komercyjnych odbywający się od 2012 r. w różnych miastach Belgii. Konkurs powstał z inicjatywy firmy Becomev (Beer Communications & Events), córki agencji Vinopres, działającej w branży eventowej, wydawniczej, wystawienniczej, public relations oraz konkursowej, w szczególności win, piw i alkoholi.
Konkurs odbywa się w kilkudziesięciu kategoriach (stylach piwnych), a wyróżnikiem tego konkursu jest kontrola nagrodzonych piw przez certyfikowane laboratorium sprawdzające deklarowane informacje dotyczące uczestniczącego w konkursie piwa. W przypadku poważnych wątpliwości lub wykazanych znacznych rozbieżności pomiędzy zadeklarowanymi przez producenta danymi o piwie a wynikami testów laboratoryjnych BBC zastrzega sobie prawo odstąpienia od przyznania medalu dla danego piwa. 
Każde piwo poddane jest ocenie kilku sędziów, którzy oceniają wygląd (maks. 10 pkt za kolor, klarowność, piana, nasycenie), aromat (maks. 12 pkt. za słód, chmiel, estry, inne), pełnia i smak (maks 12 pkt. za odczucie w ustach, posmak, wady smakowe, wrażenie ogólne) jakość techniczną (maks. 10 pkt. za wady techniczne, balans, pijalność) i zgodność ze stylem (maks. 6 pkt). Piwo może otrzymać łącznie 50 punktów. Piwa mogą otrzymać medal złoty, srebrny lub brązowy, a dodatkowo wybierane jest najlepsze piwo konkursu (Beer of the Competition).

## Nagrody dla polskich piw
| Rok  | Piwo                                 | Browar              | Miejsce                 | Kategoria                     |
| ---- | ------------------------------------ | ------------------- | ----------------------- | ----------------------------- |
| 2020 | Friend or Foe?                       | Browar Rockmill     | Beer of the Competition | piwa ze złotym medalem        |
| 2020 | Friend or Foe?                       | Browar Rockmill     | złoty medal             | piwo dymione                  |
| 2020 | Kingpin Pils                         | Browar Kingpin      | brązowy medal           | pilzner bohemski              |
| 2016 | ART+9 Oatmeal Hoptar                 | Browar Stu Mostów   | brązowy medal           | inne piwa kwaśne              |
| 2016 | Raisa Espresso                       | Browar Maryensztadt | brązowy medal           | piwa smakowe z dodatkiem kawy |
| 2015 | Salamander Hoppy Violet Potato Lager | Browar Stu Mostów   | srebrny medal           | pilzner amerykański           |
| 2015 | Cornelius Porter                     | Browar Sulimar      | brązowy medal           | porter bałtycki               |
| 2015 | Cornelius Pszeniczny                 | Browar Sulimar      | brązowy medal           | weizen                        |
| 2014 | Trybunał Export                      | Browar Sulimar      | złoty medal             | pilzner bohemski              |